# Gobuntu
Gobuntu fou una derivació oficial del sistema operatiu Ubuntu, enfocada a proporcionar una distribució Linux utilitzant només programari lliure. Estava disponible per a les arquitectures de computadors i386 i AMD64.

## Història i procés de desenvolupament
Mark Shuttleworth va esmentar per primera vegada la idea de crear un derivat d'Ubuntu anomenat Gnubuntu format exclusivament per programari lliure, el 24 de novembre de 2005. Richard Stallman en va desaprovar el nom i el projecte va ser reanomenat Ubuntu-lliure. Stallman abans havia aprovat una distribució basada en Ubuntu anomenada gNewSense, i havia criticat a Ubuntu per usar programari propietari i programari no lliure en distribucions successives, en especial a la versió d'Ubuntu 7.04.
Mark Shuttleworth va dir de la versió 7.10 d'Ubuntu: 
| « | presenta un nou sabor -sense nom encara- que té una visió ultraortodoxa de la llicència: no hi ha firmware, controladors, imatges, sons, aplicacions o altres continguts que no incloguin tots els codis font i que vinguin amb tots els drets modificació, remesclament i redistribució. No hauria d'existir una llar més conservadora, per a aquells que exigeixen una interpretació estricte del "lliure" del programari lliure. | » |

Gobuntu va ser anunciat oficialment per Mark Shuttleworth el 10 de juliol de 2007 i les versions diàries de Gobuntu 7.10 van començar a publicar-se públicament.
El projecte Gobuntu finalitzà amb la versió 8.04 fusionant-se amb les versions originals d'Ubuntu, ja que, a partir de la versió 8.04 permet la seva instal·lació fent servir únicament programari lliure.

## Llançaments
| Versió                 | Data de sortida      | Nom          | Suportada fins      |
| ---------------------- | -------------------- | ------------ | ------------------- |
| 7.10                   | 18 d'octubre de 2007 | Gutsy Gibbon | 18 d'abril del 2009 |
| 8.04                   | 1 de juliol de 2008  | Hardy Heron  | 24 d'abril del 2011 |
| Llegenda:Versió antiga |                      |              |                     |